# Homeopatske i naturopatske vakcine
Homeopatske i naturopatske vakcine su  proizvod alternativne i komplementarne medicine koje ne spadaju u medicinski prizne vakcine. Zagovornici ovih vakcina špekulišu naovima da zaštita koju pruža homeopatski lek deluje na „dubljem“ nivou od antitela. Slična mišljenja su izneli i drugi homeopati. Golden kaže...za razliku od konvencionalnih vakcina, homeopatska alternativa se ne oslanja na formiranje antitela. Sa druge strane  decenijama i decenijama naučna medicina koristi vakcine koje su prilično dobro praćene, i nema  primera vakcina koje neočekivano čine loše stvari godinama kasnije.
Prema dosadašnjim saznanjima one ne mogu zameniti vakcine nastale nakon naučno sprovedenih medicinski istražena, u kojima nije dokazano da homeopatski preparati podižu nivo antitela. Na to ukazuje naučno sprovedeno testiranja titra antitela na difteriju, dečiju paralizu i tetanus kod desetoro dece pre i mesec dana posle davanja homeopatskih preparata ove tri vakcine (DTPol 30K i 200K), u kome nije otkriven porast nivoa antitela.    

## Opšte informacije
Naturopati se veoma razlikuju u svojoj obuci, praksi i filozofiji lečenja, i zato naturopatija ne spada u priznate medicinske discipline, jer njeni zagovornici u svojoj praksi koriste isključivo prirodne supstance, i generalno se protive svemu što nije  „prirodno” i u sklopu toga ne prihvataju medicinske lekove, pod izgovorom  da oni sadrže veštački stvorene supstance, koje bez naučnih dokaza, proglašavaju toksičnim.
Mnogi se protive rutinskoj imunizaciji jer vide programe imunizacije kao neprirodne, nepotrebne i elitističke. Drugi praktičari, međutim, nisu aktivno obeshrabrivali roditelje da vakcinišu svoju decu, pa tako među homeopatima i naturopatima postoji i niz američkih naturopata, koji naglašava važnost vakcinacije i to vakcinacije pravim vakcinama, a ne nekim zamenama,  i taj stav obrazlažu sledećim principima:
- Premum non Nocere — prvo ne naškodi; odmeriti rizike i koristi i slediti najmanje štetni put.
- Docere — lekar treba da bude učitelj svojim pacijentima.
- Preventir — Bavi se preventivnom medicinom.

Međutim, zbog širenja dezinformacija sve glasnijih antivaksera o sastavu vakcina i  pogrešnih tumačenja o neželjenim dejstvima ovih preparata, roditelji su uplašeni i pokušavaju naći alternativu vakcinama. Između roditeljskog straha i pokušaja da zaštite decu, oni omogućavaju stvaranje prostora u kojem manevrišu mnogobrojni šarlatani. Jedna of frakcija šarlatana jesu i homeopate, čija se delatnost zasniva  na umetnost davanja ničega i uveravanja pacijetna da je homeopatskim metodam dobio nešto prirodno.
Pedijatri moraju biti svesni rastuće popularnosti naturopatske medicine u brizi o porodicama, kao i u njihovoj ulozi zaštitnika dece.

## Homeopatski lekovi
Homeopatski lekovi se dobijaju metodom homeopatskog razređivanja. Naime nakon što se napravi rastvor, kap tog rastvora se stavlja u bočicu sa vodom, pa se onda kap tog rastvora stavi u drugu bočica, pa kap toga u treću. Nakon niza takvih razređivanja, dobija se preparat koji sadrži najviđe dve-tri molekule aktivne supstance.
Prema homeopatskim metodama, dobijeni rastvor ima  koncentraciju aktivne supstance 1/1.000.000.000.000.000.000.000.000.000.000.000.000.000.000.000.000.000.000.000.000 (10-30) 
Osim što prodaju šećerne tabletice i lekove razrijeđene do te mere da u vodi koja služi kao  „rastvarač”  više nema aktivne supstance, homeopati se bave i proizvodnjom homeopatskih vakcina. Ove vakcine prolaze iste stepene razrjeđenja kao i homeopatski lekovi. To znači da u krajnjem produktu praktično nema više početne komponente.

### Nozod
Sve snažniji antivakcinalni pokret u Kanadi i u drugim zemljama   sve više govori o neproverenoj homeopatskoj terapiji, „nozodima“  (eng. nosode, od grčkog nosos, bolest) , kao alternativi rutinskim vakcinama.   Homeopati nazivaju nozod preparate koji se dobijaju iz tkiva, sekreta ili eskreta  (izlučevine) obolelog, npr fecesa, pljuvačke, mokraće, gnoja, krvi ili mrtvih tkiva (odnosno, tkiva mrtvih osoba).
Nozodi su biološki preparati koji se koriste u homeopatskoj medicini za prevenciju bolesti. Nozode propisuju homeopatski lekari, praktičari i veterinari širom sveta za lečenje akutnih i hroničnih bolesti. Lekovi napravljeni od navodnih uzročnika ili produkata bolesti obično se prepisuju pacijentu koji boluje od te iste bolesti. Mogu se koristiti za lečenje preostalih problema kada je bolest prevaziđena u ranijem životu i za smanjenje naslednih problema. Ova škola homeopatije je poznata kao izopatija. Oko 95% homeopata smatralo je da su nozodi važni u njihovoj kliničkoj praksi, Nozode se proizvode i prepisuju samo u većim potencijama (razblaženijima)., i navodno je bezbednosti ovih proizvoda regulisana jasnim i regulisanim proizvodnim procesima, koji osiguravaju njihovu bezbednost.
Koncept nozoda kao terapije razvio je dr Samjuel Haneman (1755–1843), otac homeopatije.  Nozode su specifična kategorija homeopatskog lečenja izvedena iz elementa bolesti ili iz obolelog tkiva, definisanog kao „ homeopatski pripremljeni lek napravljen od proizvoda zarazne bolesti, bilo direktno od bakterije ili virusa, ili manje direktno iz tkiva za koje se tvrdi da ga sadrži”.  Priprema nozode uključuje niz serijskih razblaženja biološkog materijala, obično prema faktorima od 100, koji se zatim primenjuje za prevenciju ili lečenje zdravstvenog poremećaja. Nozode se široko koriste u veterinarskoj homeopatskoj medicini i sada se koriste u terapiji kod ljudi.
Konceptualni model za to kako nozoda sprečava zaraznu bolest se veoma razlikuje od trenutnih medicinskih modela o tome kako se imunitet razvija i kako ljudski imuni sistem reaguje na infektivne izazove. Malo je istraživanja u naučnoj literaturi koja bi podržala efikasnost nozoda. Studija izvedena 1997. na mišjem modelu izloženom potencijalno smrtonosnoj dozi Francisella tularensis pokazala je skraćeno vreme do smrti u grupi lečenoj nozodom i skromno smanjenje mortaliteta u poređenju sa kontrolama.  Oportunistička kohorta velikih razmera Studija koja koristi nozodalni preparat u kontekstu potencijalne epidemije leptospiroze na Kubi izgleda da je povezana sa smanjenim stopama infekcije, iako je postojalo više zbunjujućih faktora i studija tek treba da se ponovi.  Studije na životinjama koje procenjuju potencijalnu efikasnost nozoda u kontekstu infekcije Plasmodium berghei takođe se čini da pokazuje duže vreme preživljavanja u mišjem modelu.  Cochrane pregled preparata ptičjih nozoda za influencu zaključio je da postoje dokazi niskog kvaliteta koji podržavaju njegovu efikasnost.

## Literatura
- Allen HC: Materia Medica of Nosode. New Delhi, B. Jain, 1988, p. 139.
- Varma PN: Homeopathic Materia Medica of New Drugs. New Delhi, B. Jain, 2010, p. 20.
- Shah, R. (2013). „Hepatitis C Nosode: The preparation and homeopathic pathogenetic trial”. Homeopathy. 102 (3): 207—214. PMID 23870381. doi:10.1016/j.homp.2013.02.002..
- Shah, Rajesh (2014). „Scientific method of preparing homoeopathic nosodes”. Indian J Res Homoeopathy. 8 (3): 166—174. doi:10.4103/0974-7168.141740 ..
- Rajpal, Rajpal; Khurana, Anii; Singh, Vinay; Bagai, Reeta; Chaudhari, C.; Jayant, A. (2010). „Azadirachta indica- A multicentric double blind homoeopathic pathogenetic trial”. Indian J Res Homeopathy. 4 (3): 10—15. doi:10.53945/2320-7094.1752..
- Hahnemann S: Organon of Medicine, ed 6. New Delhi, B. Jain, 1979, p. 190-212.
- Central Drug Proving Cum Data Processing Cell, and Pre and Post Trial Medical Report Proforma. New Delhi, Ministry of Health. www.ccrhindia.org/index.asp (accessed 11.06.2015).
- Central Council for Research in Homoeopathy: General Directions and Instructions for Proving of Drugs.  http://ccrhindia.org/drugprovingintro.asp. Недостаје или је празан параметар |title= (помоћ) (accessed 11.06.2015).
- European Committee for Homeopathy: Homeopathic Drug Proving Guidelines. www.homeopathyeurope.org/ publications/guidelines/homeopathic-provings/ECH_ Proving_Guidelines_v1.pdf (accessed 11.06.2015).
- Indian Council of Medial Research: Ethical Guidelines for Biomedical Research on Human Participants. New Delhi, 2006.  (PDF) http://icmr.nic.in/ethical_guidelines.pdf. Недостаје или је празан параметар |title= (помоћ) (accessed 11.06.2015).
- International Conference on Harmonisation of Technical Requirements for Registration of Pharmaceuticals for Human Use: ICH Harmonised Tripartite Guideline. Good Manufacturing Practice Guide for Active Pharmaceutical Ingredients. ICH Expert Working Group, 2000. www.ich.org/fileadmin/Public_Web_Site/ICH_Products/Guidelines/Quality/Q7/Step4/Q7_Guideline.pdf (accessed 11.06.2015).

|  | Molimo Vas, obratite pažnju na važno upozorenje u vezi sa temama iz oblasti medicine (zdravlja). |